# Josep Maria Vilajosana i Rubio
Josep Maria Vilajosana i Rubio (Cardona, Bages, 17 d'abril de 1962) és un jurista i professor universitari català, doctor en Dret i catedràtic de Filosofia del Dret a la Universitat Pompeu Fabra.

## Trajectòria
Exercí de magistrat suplent a l'Audiència Provincial de Barcelona en seccions penals entre els anys 1997 i 2002. Des del 2010 fins al 2016 ha estat el degà de la Facultat de Dret. Entre 2013 i 2017 fou coordinador del Col·lectiu Praga. El juny de 2020 fou triat com un dels dotze membres del comitè de vetlla pels drets fonamentals en moments de crisi, constituït pel Departament de Justícia de la Generalitat de Catalunya durant la pandèmia per la COVID-19. És president de la Societat Catalana d'Estudis Jurídics, filial de l'Institut d'Estudis Catalans. Col·laborà en mitjans de comunicació, participant, entre d'altres, en programes de TV3 i de Catalunya Ràdio.
Les seves principals línies de recerca són sobre la teoria del dret, els canvis de sistemes jurídics, l'argumentació jurídica, el convencionalisme jurídic, les relacions entre el tribunal constitucional i el poder legislatiu, la justificació de la pena, l'obediència al dret, la vida i obra de Ramon Martí d'Eixalà, la construcció jurídica del dret a decidir i l'estudi dels processos constituents.

## Obres (llibres)
- 1996. Prácticas de introducción al derecho, ed. Tecnos (diversa autoria)
- 1997. El significado político del Derecho. ed. Fontamara.
- 2002. Teoria del dret/Teoría del derecho, ed. UOC (escrit amb R. Caracciolo i J.J. Moreso)
- 2004. Introducción a la Teoría del Derecho, ed. Marcial Pons (escrit amb J.J. Moreso).
- 2007. Identificación y justificación del derecho, ed. Marcial Pons.
- 2008. L'obediència a les lleis, EDIUOC.
- 2008. Problemes de Filosofia del Dret/Problemas de Filosofía del derecho, ed. UOC.
- 2010. El derecho en acción. La dimensión social de las normas jurídicas, ed. Marcial Pons.[7]
- 2010. Democracia, religión y constitución, ediciones Fundación Coloquio Jurídico Europeo (escrit amb R. Vázquez i A. Ruiz Miguel).
- 2011. Vida i pensament de Ramon Martí d'Eixalà, Pagès Editors.[8]
- 2014. Qualitat democrática per a un nou Estat, edicions Josep Irla/Centre Maurits Coppieters (escrit amb J. López).
- 2015. El derecho a decidir. Teoría y pràctica de un nuevo derecho, ed. Atelier (escrit amb M. Barceló, M. Corretja, A. González i J. López).
- 2015. Las razones de la pena, ed. Tirant lo Blanch.
- 2015. Convención y derecho, ed. Marcial Pons (editat amb L. Ramírez).
- 2017 Identificación y justificación del Derecho (2a edició), ed. Marcial Pons.
- 2019 Legal Conventionalism (editat amb L. Ramírez), Springer.
- 2022 Reglas constitutivas y Derecho (editat amb L. Ramírez), ed. Marcial Pons.